# Summil
Summil (arab. ‏صميل‎) – nieistniejąca już arabska wieś, która była położona w Dystrykcie Gazy w Mandacie Palestyny. Została wyludniona i zniszczona podczas I wojny izraelsko-arabskiej, po ataku Sił Obronnych Izraela w dniu 9 lipca 1948.

## Położenie
Summil leżała w zachodniej części Szefeli. Według danych z 1945 do wsi należały ziemie o powierzchni 19 304 ha. We wsi mieszkało wówczas 950 osób.
| własność gruntów | powierzchnia gruntów (hektary) |
| ---------------- | ------------------------------ |
| Arabowie         | 16 261                         |
| Żydzi            | 2 620                          |
| publiczne        | 423                            |
| Razem            | 19 304                         |

| Rodzaj użytkowanych gruntów | Arabowie (hektary) | Żydzi (hektary) |
| --------------------------- | ------------------ | --------------- |
| uprawy nawadniane           | 54                 | 0               |
| uprawy zbóż                 | 16 101             | 2 619           |
| nieużytki                   | 498                | 0               |
| zabudowane                  | 31                 | 0               |

## Historia
Wieś Summil została założona w 1168 przez Zakon Szpitalników, w celu zapewnienia ochrony zamku w Bajt Dżibrin.
W 1596 Summil była niewielką wsią o populacji liczącej 363 osoby. Mieszkańcy utrzymywali się z upraw pszenicy, jęczmienia i owoców, oraz hodowli kóz i produkcji miodu. W okresie panowania Brytyjczyków Summil rozwijała się jako duża wieś z meczetem. W 1936 wybudowano szkołę podstawową dla chłopców, do której w 1945 uczęszczało 88 uczniów.
Podczas I wojny izraelsko-arabskiej w nocy z 8 na 9 lipca 1948 Siły Obronne Izraela rozpoczęły operację An-Far, podczas której Summil została zajęta i całkowicie wysiedlona. Wszystkie jej domy zostały spalone i zniszczone

## Miejsce obecnie
Rejon wioski zajmuje obecnie moszaw Nachala, a ziemie uprawne zajęły moszaw Segulla i wieś Wardon.
Palestyński historyk Walid Chalidi, tak opisał pozostałości wioski Summil: „Wciąż są widoczne pozostałości muru, który był zbudowany wokół wsi. Na terenie został wybudowany dom arabskiej rodziny, której członkowie prawdopodobnie pracują w jednym z izraelskich osiedli”.